# Jarl Hemmer

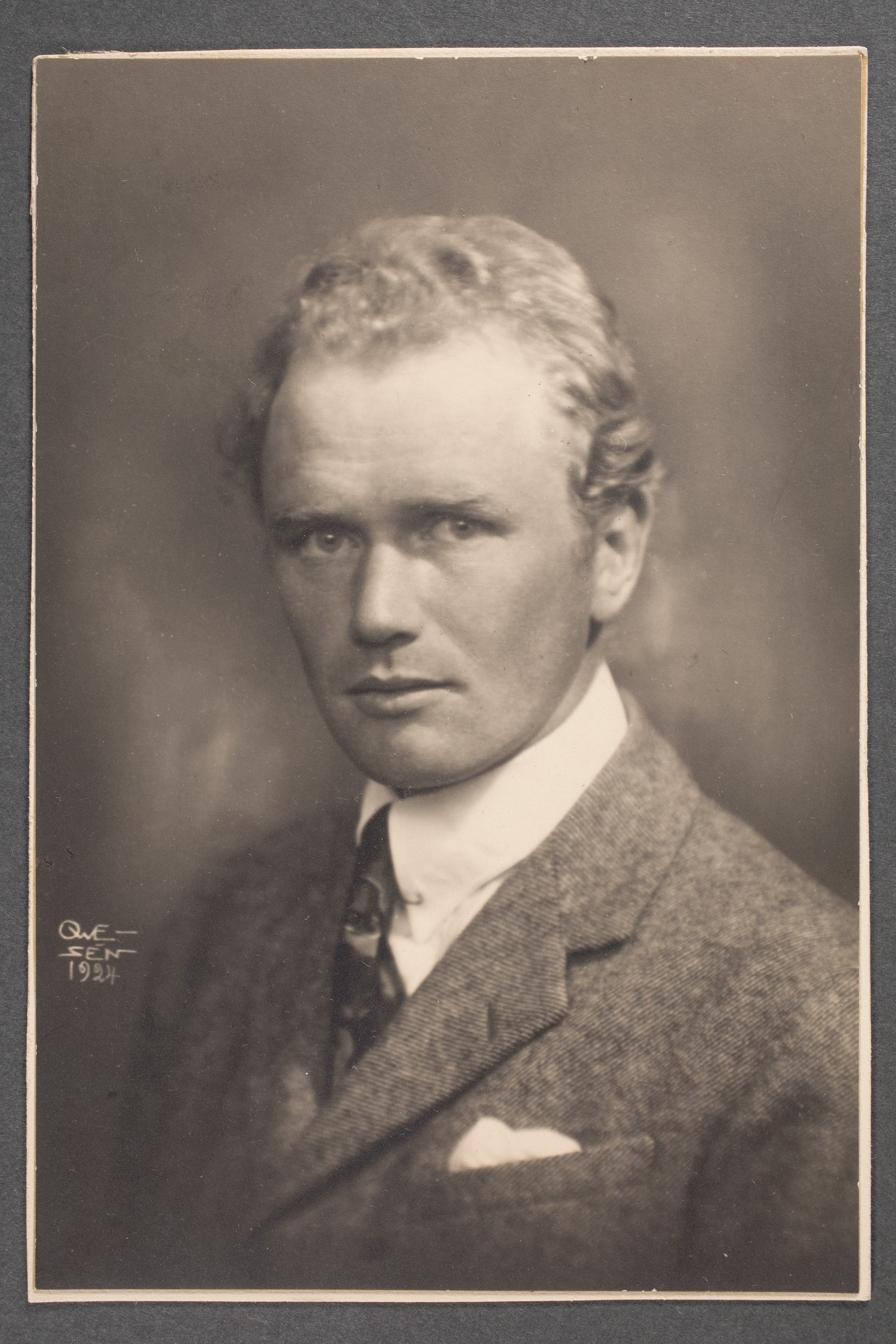
Jarl Hemmer, 1924.

Jarl Robert Hemmer (* 18. September 1893 in Vasa; † 6. Dezember 1944 in Borgå) war ein finnlandschwedischer Dichter und Übersetzer.

## Herkunft und Allgemeines

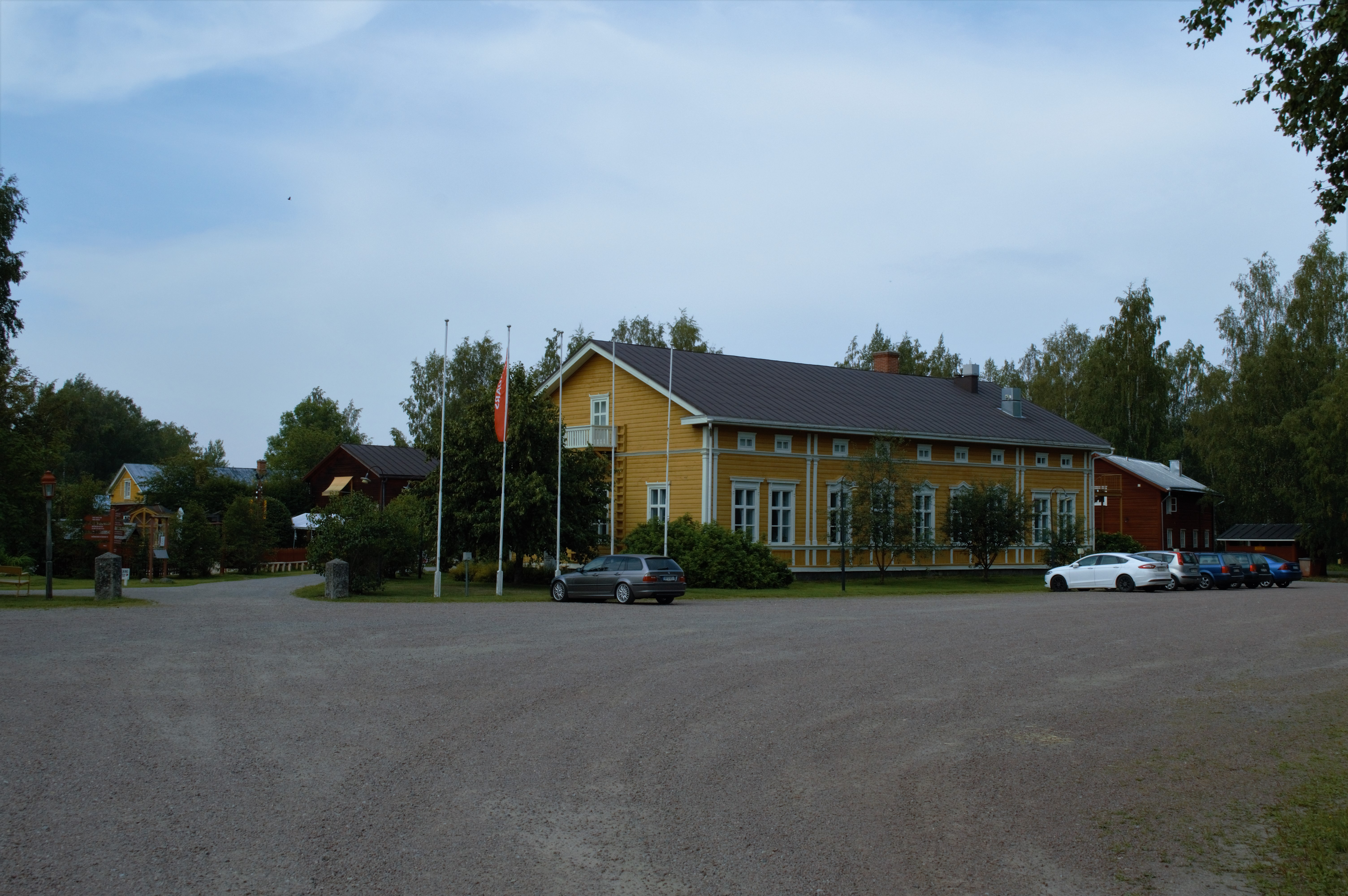
Hemmers’ Elternhaus, ehemals Skolhusgatan 8, heute als Hemmersgården im Freilichtmuseum Stundar.

Hemmer wurde im österbottnischen Vasa (finnisch Vaasa) in einer gut situierte Familie mit väterlicherseits deutsch-niederländischen und mütterlicherseits nordschwedischen Wurzeln geboren. Seine Eltern waren der Jurist und Bankdirektor Bror Balder Hemmer (1864–1947) und dessen Frau Emilia (Emmy) Sofia, geb. Finnilä (1866–1943). 
Er hatte er zwei Brüder, die beruflich beide dem Vater folgten: Ragnar Hemmer wurde Professor der Rechte und Fjalar Hemmer Anwalt. 1895 zog die Familie in die Skolhusgatan 8 um; dort verlebte Hemmer seine Kindheit und Jugend. Er besuchte das schwedischsprachige Lyzeum in seiner Heimatstadt und studierte dann ab 1912 an der Universität Helsinki Russisch und Ästhetik. 1917 erhielt er einen Abschluss der philosophischen Fakultät und arbeitete im Anschluss einige Zeit als Pädagoge und Redakteur, machte sich jedoch schon bald als freiberuflicher Schriftsteller selbstständig.  
Hemmer galt als begeisterter Naturmensch; er war leidenschaftlicher Segler, Skiläufer und Jäger und arbeitete gerne im Garten. Studienreisen führten ihn durch Skandinavien sowie nach Russland, Deutschland und Italien.

## Leben und Werk als Schriftsteller
Hemmer schrieb seit seiner Jugend Gedichte und schickte einige davon an den schwedischen Dichter Bo Bergman, welcher ermutigend reagierte. Frühe literarische Vorbilder waren Oscar Levertin und Viktor Rydberg; später wurde Dostojewski für ihn wichtig. Er debütierte 1914, als gerade 21-jähriger Student, mit dem Gedichtband Rösterna („Stimmen“) und widmete sich in seinem Schreiben zunächst auch weiterhin vornehmlich der Lyrik. Sein traditioneller Stil wurde aus Richtung des finnlandschwedischen Modernismus bespöttelt, dennoch war Hemmer sowohl beim Publikum wie auch bei der Kritik seiner Zeit beliebt.
Prägend für sein Werk wurde die Polarität zwischen Licht und Dunkel, Hoffnung und Verzweiflung. Die schwärmerische Naturbegeisterung des Frühwerks wich in den späteren Jahren einer Beschäftigung mit ethischen Problemen, immer hin- und hergerissen zwischen einem profunden Humanismus und der Realität seiner Zeit.
Von seinen lyrischen Werken hervorzuheben ist besonders das 1922 veröffentlichte Versepos Rågens rike („Reich des Roggens“), welches sich um das Leben der Menschen in Hemmers Heimatregion Österbotten dreht und eines der wenigen wirklich erfolgreichen Werke dieser Art seit dem Nationaldichter Johan Ludvig Runeberg (1804–1877) wurde. Es gewann den Zehntausend-Kronen-Preis im Romanwettbewerb des Stockholmer Verlages Åhlén & Åkerlund, gelangte zu großer Popularität in Finnland und wurde 1938 auch ins Englische übertragen.

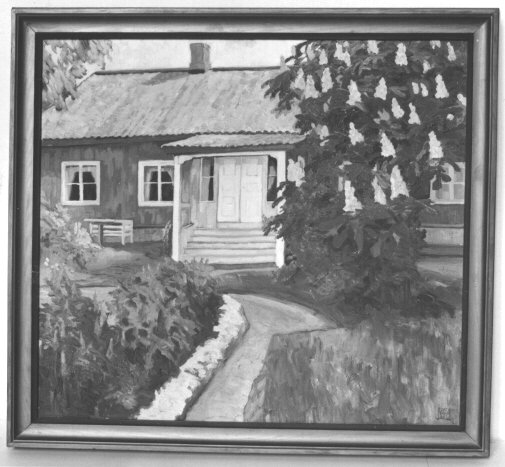
Haus Ängstorp in Eckerö, Gemälde eines unidentifizierbaren Malers.

1918 heiratete Hemmer Saga Margareta, geb. Söderman (1897–1987) und noch im selben Jahr kam Sohn Erland zur Welt; 1920 folgte die Tochter Marie-Louise. Trotz seiner ersten literarischen Erfolge und der frisch gegründeten Familie waren die 1920er Jahre für Hemmer allerdings nicht frei von Sorgen: Die Erlebnisse während des finnischen Bürgerkrieges 1918 bereiteten dem stark ethisch-religiös geprägten Dichter Depressionen und stürzten ihn in eine Krise, welche sich schließlich in der Sammlung Skärseld („Fegefeuer“) von 1925 niederschlug.
Der Bürgerkrieg wurde zum wiederkehrenden Thema in seinem Werk, etwa in der 1920 veröffentlichten Erzählung Onni Kokko, in der es um einen 14-jährigen Jungen geht, der sein Leben in dieser Auseinandersetzung verliert. Später begann Hemmer, sich für die hochkirchliche und sozial engagierte Oxford-Bewegung zu interessieren.
Neben seiner schriftstellerischen Arbeit war Hemmer von 1920 bis 1924 auch als Sekretär der Schwedischen Literaturgesellschaft in Finnland tätig. 1927 kauften er und seine Frau das Haus Ängstorp in der Gemeinde Eckerö auf den Ålandinseln, ein Gebäude aus dem 18. Jahrhundert, das zuvor ein schwedisches Postamt gewesen war. Dort verbrachten sie fortan ihre Sommer.
Internationale Bekanntheit erlangte Hemmer mit dem 1931 publizierten Roman Gehenna (Orig.: En man och hans samvete „Ein Mann und sein Gewissen“). Darin setzt er sich anhand des fiktiven Lebens des Pfarrers Johan Samuel Strang mit den Gräueln zwischen Roten und Weißen im Bürgerkrieg, den katastrophalen Zuständen in den weißen Internierungslagern danach sowie den dadurch geschlagenen gesellschaftlichen Wunden auseinander. Ursprünglich war der Roman unter dem Namen „Das Licht von Gehenna“ als Theaterstück konzipiert, wurde jedoch 1928 vom Svenska Teatern zurückgewiesen, weil die Zeit noch nicht reif sei für derartige Schilderungen. Der Roman war allerdings ein durchschlagender Erfolg und Hemmer erhielt den Großen Nordischen Romanpreis (Stora Nordiska Romanpriset) dafür. 1933 wurde der Roman ins Deutsche übersetzt, nachdem er zuvor schon ins Finnische, Norwegische und Dänische übertragen worden war; es folgten Übersetzungen ins Niederländische und Kroatische sowie 1935 ins Englische.

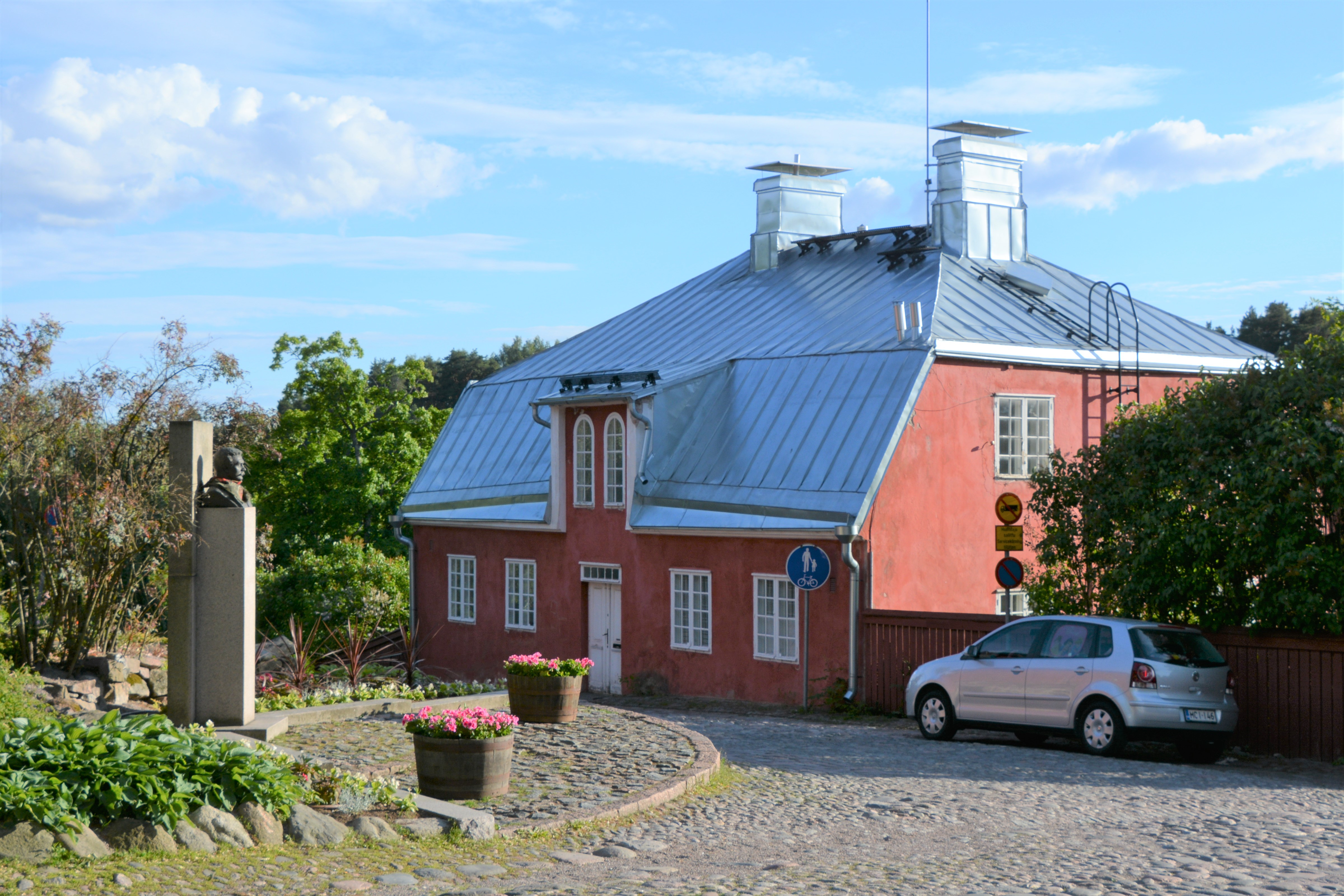
Dichterresidenz Diktarhemmet in Poorvo, Gebäude errichtet 1764–65.

Dieser Erfolg trug mit dazu bei, dass Hemmer ab 1933 (auf Lebenszeit) die Schriftstellerresidenz Diktarhemmet in Borgå (finnisch Porvoo) beziehen durfte. Das historische Gebäude, in dem diese Residenz bis heute untergebracht ist, hatten Anfang der 1920er der finnlandschwedische Verleger Holger Schildt und dessen Ehefrau Mathilda gekauft, unter mithilfe des Verlages Albert Bonnier renoviert und dann der Schwedischen Literaturgesellschaft in Finnland zum Geschenk gemacht, um die finnlandschwedische Literatur zu fördern. Schon kurz nach dem Einzug Hemmers ereignete sich jedoch ein tragischer Unfall, der für den Dichter zu einer persönlichen Katastrophe wurde: Der mit ihm befreundete Literaturwissenschaftler und Kritiker Erik Kihlman, dessen Ehefrau Gunnel und das Künstlerpaar Henry und Maria Ericsson kamen nach einem Abend in Diktarhemmet ums Leben, als ihr Auto in den Borgå å (finnisch Porvoonjoki) stürzte.
In der Folge veröffentlichte Hemmer noch eine Handvoll Bücher, so 1934 den Roman Die Morgengabe (Orig.: Morgongåvan), der von der einfachen Bevölkerung Ålands in den 1880er Jahren handelt und auf den Ålandinseln weithin gelesen und geschätzt wurde. Das Buch trug auch dazu bei, dass Hemmer 1935 mit dem Großen Preis des Samfundet De Nio ausgezeichnet wurde. Hemmer konnte jedoch nie mehr an den Erfolg von Gehenna anknüpfen. Ab 1940 schrieb er schließlich fast nur noch einzelne Gedichte; seine letzten Jahre waren von Alkohol- und Drogenmissbrauch geprägt. Den Winterkrieg 1939/40 und den Fortsetzungskrieg 1941–44 verbrachte Hemmer in Diktarhemmet. Nach der Ermordung des dänischen Pastors Kaj Munk durch die Nazis Anfang Januar 1944 veröffentlichte er, wie andere skandinavische Persönlichkeiten auch, eine verurteilende Reaktion in der Widerstandszeitschrift De frie Danske. Am 6. Dezember 1944, dem finnischen Unabhängigkeitstag, beging er schließlich Selbstmord. Er hinterließ emotionale Abschiedsgedichte, von denen einige 1945 in Bonniers Litterära Magasin in Schweden veröffentlicht wurden.
Neben seinen eigenen Werken wirkte Hemmer auch als Übersetzer, insbesondere für russische Klassiker wie Nikolai Gogol, Michail Lermontow und Anton Tschechow. Doch auch aus dem Dänischen und Deutschen übertrug er manches, so Jens Peter Jacobsens Roman Niels Lyhne und Friedrich von Schillers Wilhelm Tell. Außerdem lieferte Hemmer Beiträge für das schwedischsprachige Satire- und Politmagazin Garm in Helsingfors (finnisch Helsinki).

## Werke (Auswahl)
- Rösterna. Borgå, Schildt 1914.
- Fantaster. Borgå, Schildt 1915.
- Pelaren och andra dikter. Stockholm, Bonnier 1916.
- Förvandlingar. Fyra berättelser. Helsingfors, Fundament 1918.
- Ett land i kamp. Tio dikter. Helsingfors, Söderström 1918.
- Prins Louis Ferdinand av Preussen. En romantisk cykel. Helsingfors, Schildt 1919.
- Över dunklet. Dikter. Helsingfors, Schildt 1919.
- Onni Kokko. Berättelse. Stockholm, Bonnier 1920.
  - Deutsch: Onni Kokko. Übers. v. Günther Thaer. Ill. v. Robert Goeppinger. München, Albert Langen / Georg Müller 1937.
- De skymda ljusen. Stockholm, Bonnier 1921.
- Rågens rike. Stockholm, Åhlén & Åkerlund 1922.
- Väntan. Dikter. Stockholm, Bonnier 1922.
- Med ödet ombord. En dramatisk dikt. Stockholm, Schildt 1924.
- Skärseld. Dikter och dokument. Stockholm, Bonnier 1925.
- Fattiggubbens brud. En passionshistoria. Helsingfors, Schildt 1926.
- Budskap. Sex noveller. Helsingfors, Schildt 1928.
- Du ljusa land. Festdikt, tillägnad Ålands sång- och musikförbund den 8 juli 1928. Mariehamn, 1928.
- Helg. Dikter. Stockholm, Schildt 1929.
- En man och hans samvete. Stockholm, Bonnier 1931.
  - Deutsch: Gehenna. Übers. v. Pauline Klaiber-Gottschau. München, Albert Langen / Georg Müller 1933.
- Morgongåvan. Stockholm, Bonnier 1934.
  - Deutsch: Die Morgengabe. Übers. v. Pauline Klaiber-Gottschau. München, Albert Langen / Georg Müller 1936; Neuauflage: Eisgang. Übers. v. Pauline Klaiber-Gottschau. Claudius, München 1964.
- Nordan. Stockholm, Bonnier 1936.
- Klockan i havet. Stockholm, Bonnier 1939.
- Du land. Femton tidsdikter. Stockholm, Schildt 1940.

## Auszeichnungen (Auswahl)
- Karl-Emil-Tollander-Preis 1917, 1920
- Großer Nordischer Romanpreis (Stora Nordiska Romanpriset) für Gehenna
- Gustaf-Fröding-Stipendium 1934
- Großer Preis des Samfundet De Nio 1935
- Großer Preis des Samfundet De Nio 1940

Hemmer war außerdem in den sechs Jahren von 1934 bis 1939 jeweils für den Literatur-Nobelpreis nominiert, darunter 1936 von immerhin drei verschiedenen Mitgliedern der Schwedischen Akademie. Er konnte sich jedoch auch in diesem Jahr nicht als Preisträger durchsetzen.

## Wirkung
Das Gedicht Jordens sång („Lied der Erde“), das Hemmer 1919 für die Åbo Akademi in Turku schrieb, wurde von Jean Sibelius als Kantate vertont.
Mehrere Werke Hemmers dienten außerdem als Vorbild für Filme. Gleich zweimal adaptierte Ivar Johansson Hemmers Versepos Rågens rike für die Leinwand, zunächst 1929 und erneut 1950. Darüber hinaus verfilmte T. J. Särkkä 1945 Fattiggubens brud und 1956 Gehenna.

## Trivia
Hemmers Elternhaus, die 1886 errichtete ehemalige Skolhusgatan 8, wurde Ende der 1970er Jahre zurückgebaut und in den Freilichtpark Stundars in der österbottnischen Gemeinde Korsholm verlegt, wo es heute unter dem Namen Hemmersgården Ausstellungsräume und ein Restaurant beherbergt. Auch der Nachlass Hemmers ist dort für die Öffentlichkeit zugänglich; seine Witwe hatte ihn dem Museum im Zuge der Einweihung von Hemmersgården 1981 gespendet. Er umfasst vor allem Bücher, die aus der Bibliothek des Autors sowie der seiner Eltern stammen.